# Atomanlage Fordo

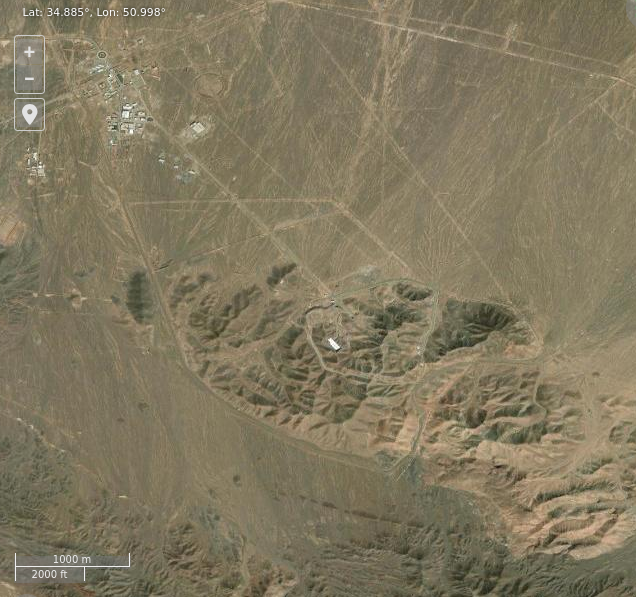
Satellitenbild

Die Atomanlage Fordo (persisch تأسیسات هسته‌ای فردو, wie die persische Ortschaft Fordo oder Ferdo abgeleitet von persisch فردو) ist eine staatliche iranische kerntechnische Anlage zur Anreicherung von Uran nahe Ghom. Der Komplex Fordo ist Teil des iranischen Atomprogramms und ist produktionstechnisch mit der Atomanlage Natanz verbunden. Die Anlage befindet sich auf einer ehemaligen Basis der Iranischen Revolutionsgarden und steht unter Kontrolle der Atomic Energy Organization of Iran (AEOI).
Die Anlage wurde durch Israel und die Vereinigten Staaten im israelisch-iranischen Krieg im Juni 2025 angegriffen.

## Lage
Die Atomanlage liegt etwa 30 km nördlich von Ghom und etwa 95 km südwestlich von der iranischen Hauptstadt Teheran in einem Berghang.

## Meldung an die Atombehörde
Der Bau begann nach Medienangaben um 2006 und die Anlage wurde 2009 in Betrieb genommen. Gegen Ende desselben Jahres gab die iranische Regierung öffentlich die Existenz der Anlage bekannt. Die Erstellung dieser Anlage wurde der Internationalen Atomenergie-Organisation (IAEO) gemeldet. Im Januar 2012 berichtete die IAEO, in der Anlage werde Uran auf 20 Prozent angereichert, dies stehe aber unter Kontrolle und Überwachung durch die IAEO.

## Anreicherung von Uran
Im Januar 2021 wurde in der Anlage wieder mit der Herstellung von zu 20 % angereichertem Uran begonnen, nachdem die Islamische Republik Iran im November 2020 aus dem Wiener Atomabkommen von 2015 ausgestiegen war.
Nach einer unangekündigten Inspektion der Anlage am 21. Januar 2023 gab die Internationale Atomenergie-Organisation (IAEO) Anfang Februar 2023 bekannt, in der Anlage könne Uran nun auf einen Anreicherungsgrad von bis zu 60 Prozent und damit fast auf Waffenqualität angereichert werden. Deutschland, Frankreich, Großbritannien und die Vereinigten Staaten forderten Iran am 3. Februar 2023 auf, mit der IAEO zu kooperieren und seine internationalen Verpflichtungen einzuhalten.

## Als Ziel militärischer Angriffe
Die Anlage befindet sich in einem 60 bis etwa 90 Meter unter der Erde verlaufenden Tunnelsystem auf einem früheren Militärgelände. Die Anlage wurde tief unterirdisch errichtet, um sie vor Raketen und Luftangriffen zu schützen. Immer wieder wurde sie als militärisches Ziel Israels oder Vereinigten Staaten von Amerika diskutiert.
Laut Beobachtern verfügen nur die US-amerikanischen Streitkräfte mit der GBU-57 über eine konventionelle Bombe, die möglicherweise die unter Tage liegende Atomanlage Fordo zerstören könnte. Nach Ansicht US-amerikanischer Militärs ist jedoch nicht ausgeschlossen, dass die Anlage auch zu tief für die GBU-57 liegt. Der ehemalige Nationale Sicherheitsberater für US-Präsident Donald Trump, John R. Bolton spekulierte darüber, dass Israel versuchen könne, durch mehrere schwere Bombenangriffe hintereinander die Bunkeranlagen zu zermürben.
Im März 2012 drohte der Präsident der Vereinigten Staaten, Barack Obama, mit einem Angriff auf die Anlage, um eine atomare Bewaffnung Irans zu verhindern. Dies sei nicht nur im Interesse Israels, sondern ein grundlegendes Sicherheitsinteresse der Vereinigten Staaten.
Die iranische Nachrichtenagentur Fars berichtete am 29. August 2016, dass die iranische Revolutionsgarde russische S-300-Luftabwehrraketen vor der Urananreicherungsanlage in Stellung gebracht hat. Die Lieferung des Flugabwehrsystems ist Teil eines Rüstungsvertrages zwischen Iran und Russland aus dem Jahr 2007. Der Kommandeur der iranischen Luftwaffe, General Farsad Esmaili, bekräftigte in einem Interview mit der staatlichen Rundfunkgesellschaft Islamic Republic of Iran Broadcasting die Notwendigkeit der Stationierung.
Am 13. Juni 2025 griff Israel die Urananreicherungsanlage am ersten Tag des israelisch-iranischen Krieges mit Raketen an. Über Beschädigungen wurde öffentlich nichts bekannt.
Am 21. Juni 2025 griffen die Vereinigten Staaten im Zuge des Eintritts in den Konflikt die Anlage an. Die Anreicherungsanlage von Natans und die Anlage in Fordo wurden von B2-Tarnkappenbombern mit 14 der oben erwähnten GBU-57 bombardiert. Quellen aus Iran zufolge wurde der größte Teil des hochangereicherten Urans noch vor dem US-Angriff im Auftrag der iranischen Regierung an einen ungenannten Ort gebracht. Satellitenbilder der Firma Maxar Technologies zeigen Experten zufolge „ungewöhnliche Aktivitäten“ in Fordo wenige Tage vor dem Angriff.

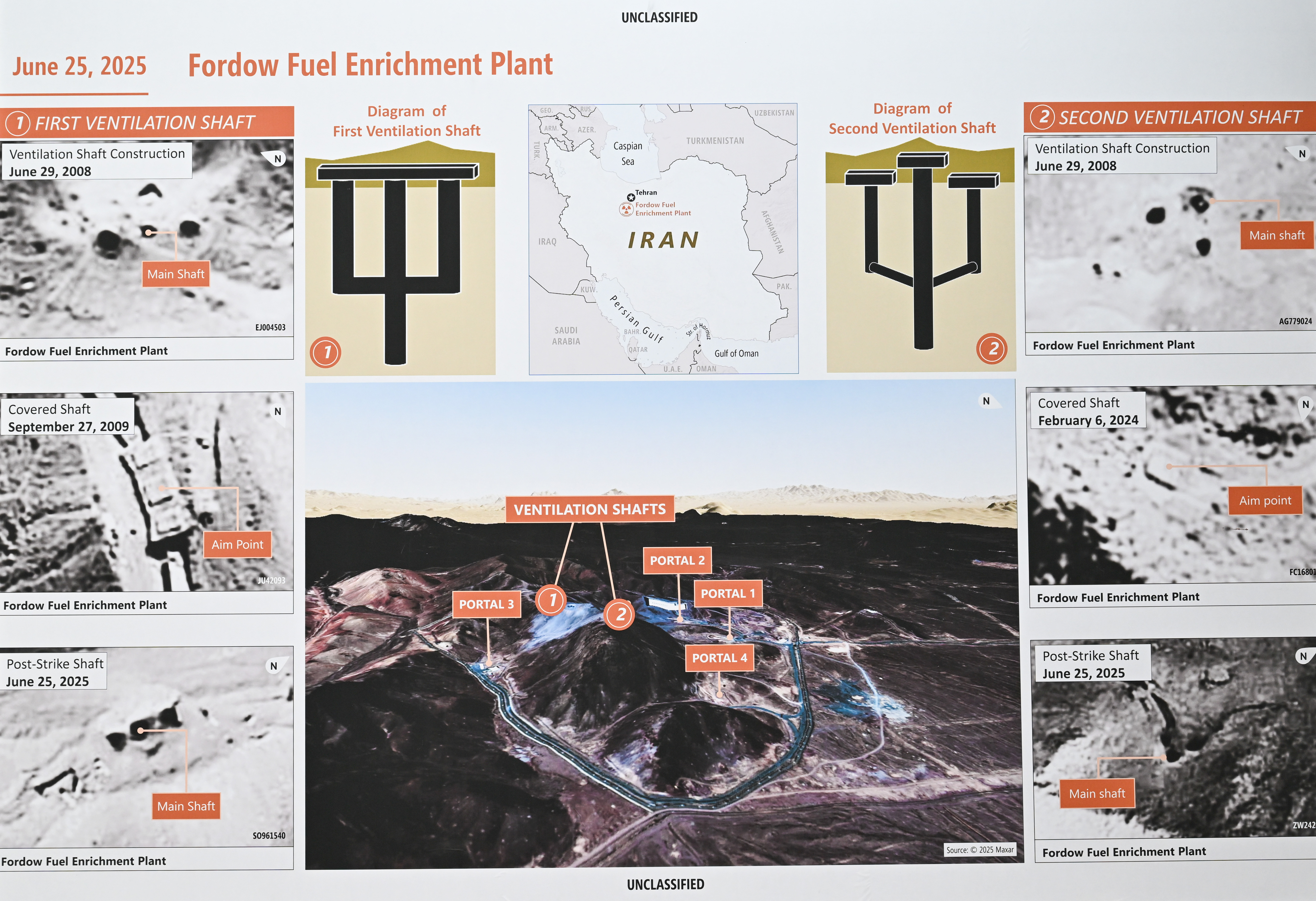
2025.

Über die Auswirkungen der Angriffe sind keine gesicherten Informationen öffentlich. Die BBC berichtet über sechs Einschlagskrater, zu sehen auf Satellitenbildern vom 22. Juni 2025 in Fordo. Während Trump und weitere Regierungsmitglieder nach dem Angriff behaupteten, das iranische Atomprogramm sei praktisch zerstört und die angegriffenen Anlagen seien ausgelöscht, kam ein fünfseitiger Geheim-Bericht der Defense Intelligence Agency, laut New York Times und CNN, am 24. Juni zur Einschätzung, dass die unterirdische Atomanlagen in Fordo nicht zerstört worden seien und Iran nur um einige Monate zurückgeworfen worden sei. Die Zugänge seien verschüttet und die elektrische Infrastruktur schwer beschädigt, aber die unterirdischen Anlagen weitgehend intakt. Für eine dauerhafte Zerstörung der Anlagen müssten wiederholte Angriffe erfolgen. Laut Geheimbericht soll ein Großteil des angereicherten Urans vor den Angriffen an andere Standorte gebracht worden sein. Iran soll inzwischen zusätzlich kleinere Anreicherungsanlagen betreiben.